# Ромашково (Бобровичское сельское поселение)
Рома́шково   — деревня  в  Смоленской области России,  в Ельнинском районе. Население – 3 жителя (2007 год). Расположена в юго-восточной части области  в 15  км к северо-востоку от города Ельня, в 8,5 км восточнее автодороги Р137 Сафоново — Рославль. Входит в состав Бобровичского сельского поселения.

## Экономика
Фермерское хозяйство «Ромашково» .